# Il mulino di Flatford
Il Mulino di Flatford (in inglese Flatford Mill) è un dipinto (olio su tela) di 101,6x127 cm, opera del pittore paesaggista inglese John Constable, datata 1816.
Prima di dedicarsi alle famose tele da sei piedi, Constable iniziò a farsi notare nel 1817 con quest'opera più piccola. Esposta alla Royal Academy, dalla quale tornò invenduta, oggi si trova alla Tate Britain di Londra. Questo dipinto è uno dei primi ad essere finito, superando, pertanto, lo stato abbozzato dei suoi precedenti dipinti, tanto da essere ritenuto all'unanime come uno dei migliori risultati appartenenti alla prima pittura di paesaggio. Caratteristica dei primi quadri di Constable era proprio quella di lasciare, volutamente, i dipinti ad uno stato abbozzato. Questa caratteristica si presenterà nuovamente alla fine della sua lunga carriera, quando i suoi dipinti saranno caratterizzati da colpi di spatola ancora più accentuati, quasi a voler creare delle macchie, anticipando, in questo modo, la tecnica impressionista.
Il mulino di Flatford, caratterizzato da una rappresentazione diretta della vita quotidiana in campagna, è uno tra i migliori e più apprezzati risultati della prima pittura di paesaggio dell'autore.
Esso rievoca una scena dell'infanzia
serena di Constable trascorsa nella
regione di Suffolk, nei pressi del fiume Stour, in Inghilterra. L'opera è meticolosa e la si può considerare come la summa di tutti gli alti esiti da lui
raggiunti.
Il pittore dedica la sua attenzione non solo allo spettacolo della natura ma anche alle attività umane, creando una perfetta armonia tra le parti. Questa interazione tra mondo naturale e umano si può riscontrare in ogni dipinto di Constable. In questo quadro è presente, ad esempio, nelle figure del ragazzo a cavallo in primo piano che sta aspettando che sia sciolto il nodo della fune che lo lega ad un barcone, o nelle case sullo sfondo che sembrano fondersi con il paesaggio circostante.
Tutto il quadro tende ad un naturalismo molto accentuato. La scena è studiata meticolosamente in ogni singolo particolare, osservato dal vero e schizzato in numerosi disegni preparatori. 
Il fiume, lungo il quale navigano i barconi, occupa la parte sinistra della scena: scorre attraverso la chiusa, poi scende lungo il canale sotto il mulino di proprietà della famiglia del pittore. Sulla sinistra i due barconi fanno manovra: sulla riva vi sono raffigurati due ragazzi, di cui uno si occupa di liberare il cavo con cui il primo barcone è attaccato al cavallo da traino, mentre l'altro fa girare l'imbarcazione con un lungo palo. In questo modo si rende possibile il passaggio sotto la passerella di Flatford, le cui travi si intravedono nell'angolo in basso a sinistra. A destra si apre un ampio prato che un contadino sta falciando; esso è attraversato da un filare di alberi oltre il quale si può scorgere una mandria al pascolo.
La visione centrale è imperniata sulla linea curva del letto del fiume, mentre il paesaggio tra il primo piano e lo sfondo è guidato da una linea a zig zag. In quest'opera si possono facilmente individuare quelli che sono i punti fondamentali dell'arte di Constable, che vanno dallo studio scientifico per i particolari, riscontrabili nella varietà dei fiori ai covoni di fieno, fino a quelli più minuti delle case all'orizzonte, alla perfetta rappresentazione del cielo, dovuta ai suoi continui studi dell'atmosfera, fino all'utilizzo del chiaroscuro, elemento presente in ogni suo quadro.
Fondamentale in quest'opera, come in tutte le sue opere, è sicuramente l'uso del colore, in grado di conferire veridicità all'insieme. Inoltre, è possibile apprezzare l'uso del colore locale, cioè il colore proprio di un oggetto alla luce naturale, che viene qui per la prima volta applicato in una tela di grandi dimensioni.
Lo stile dei dipinti degli anni 1825-30 mostra una struttura data da piccoli tocchi di colore, che alla vista tendevano a fondersi tra di loro. Constable faceva largo uso della spatola, stendendo il colore sulla superficie e creando effetti di colore giustapposti. Per aumentare la brillantezza e conferire quasi l'illusione dell'umidità, Constable usava generalmente la biacca pura sulla tela applicata a gradi pennellate, utilizzata anche per caratterizzare e dipingere con estrema accuratezza le foglie degli alberi.
Strettamente collegato al colore è sicuramente l'uso del chiaroscuro, che viene qui reso attraverso l'alternanza di pennellate interrotte e di tratti di bianco puro steso con la spatola, facilmente individuabili tra le foglie degli alberi, dei cespugli e nella sinuosità del fiume.
Altro particolare fondamentale messo in risalto dal chiaroscuro, si trova sicuramente nella rappresentazione quasi perfetta delle nuvole. Esse diventano la caratteristica principale del dipinto, riuscendo a catturare lo sguardo dell'osservatore grazie alla loro incredibile mutevolezza, resa al meglio grazie alla straordinaria naturalezza conferitale dal pittore. Anche in quest'opera è possibile vedere la grande capacità di Constable nel controllare un elemento, le nuvole, così poco definito come forma e continuamente cangiante. In questo dipinto il cielo diventa fonte di luce, che contribuisce ad illuminare in maniera naturale l'intero paesaggio.
La scena mostra come Constable tenesse a rappresentare al meglio la natura così per com'era, non ricorrendo all'uso della fantasia, ma invece attraverso la continua ricerca e lo studio scientifico di essa.
Tuttavia l'accuratezza dei particolari, la sensazione di “finito portato al massimo”, come scrisse un critico del tempo, fa apparire la scena, al gusto contemporaneo, molto simile ad una moderna fotografia a colori.